# 江口育美
江口 育美（えぐち いくみ、4月19日 - ）は、日本の女性声優。北海道出身。EARLY WING所属。

## 略歴
桜美林大学卒業。声優養成所のWAHO學院を経て、現事務所に所属。かつては文学座附属演劇研究所研修科で演技を学んでいた。

## 人物
趣味・特技は献血・、漫画を読む。

## 出演
太字はメインキャラクター。

### テレビアニメ
- しまじろうのわお!（2018年、小鳥）
- スタンドマイヒーローズ PIECE OF TRUTH（2019年、記者）
- 誰ソ彼ホテル（2025年、キョーコ / 高橋京子）

### ゲーム
2016年
- 輝星のリベリオン（ケイ、マリア・ルイサ、黄月英）

2018年
- 竜星のヴァルニール（ルビーアイ）
- ワールドエンド・シンドローム
- ハーレム伝説ZERO
- 戦国大河（淀）
- 紡ロジック

2019年
- ラングリッサーI&II
- 夢現Re:Master
- メモリアルレコード（高見原京）
- サマースウィートハート（江口歩）

2020年
- コール オブ デューティ ブラックオプス コールドウォー（ポルトノバ）

2022年
- League of Angels III（エレン、リン）
- 誰ソ彼ホテル Re:newal（キョーコ）

2024年
- メタファー：リファンタジオ

### ドラマCD
- 3分インスタントの沈黙（2017年、義母 他）
- 狼への嫁入り〜異種婚姻譚〜（2020年、村長の孫[11]）

### デジタルコミック
- ココロ・ボタン（2016年、新奈の母）
- 未成年だけどコドモじゃない（2017年、香琳の母 明里）
- あのコの、トリコ。（2018年）
- 王様達のヴァイキング（2018年、末永）
- パーフェクトワールド（2018年）
- 虐げられ令嬢とケガレ公爵～そのケガレ、払ってみせます！～（2022年、母[12]）
- お手、かみついて、キス。（2022年、女性客、同僚女性[13]）

### 吹き替え

#### 映画
- ザ・キング（朝鮮語版）（2018年、サンヒ〈キム・アジュン〉[14]）
- スマート・チェイス（2018年、リン・モー〈リン・ホン〉）
- グレート・アドベンチャー（2018年、ティンティン〈游天翼〉）
- ロスト・ドーター（2021年）
- ポスト・モーテム 遺体写真家トーマス（2022年、マルチャ〈シェル・ユーディト（ハンガリー語版）〉）

#### ドラマ
- THE GOOD COP/グッド・コップ（英語版）（2018年）
- 王は愛する（2018年）
- ブラック・サマー: Zネーション外伝（2019年、カルメン〈エリカ・ハウ〉）
- レジデント 型破りな天才研修医 シーズン2（2020年、プリヤ・ナイール〈テイジー・ローレンス〉）
- ハンナ 〜殺人兵器になった少女〜 シーズン2（2020年）
- 御史とジョイ（ドクボン〈ペ・ジョンオク〉）
- 太宗 イ・バンウォン～龍の国～(カン氏〈イェ・ジウォン〉)
- 夫婦の世界
- カササギ殺人事件（2022年）
- 焦がれ（2024年、Netflix）

#### バラエティ
- ウソつきはどっち!?（英語版）（2020年、ケイト）

### 舞台
- 桜美林大学＋青年団 国際協力50周年記念公演「もう風も吹かない」札幌公演（2005年1月22日・23日、かでる2・7）[15]
- ベルナルダ・アルバの家（2006年2月17日 - 26日、シアター1010） - 喪服の女たち 役[16]
- 日生劇場＋文学座 ファミリーステージ「トムは真夜中の庭で」（2008年8月9日 - 11日、日生劇場） - 召使い 役[17]